# Hanno Lunin

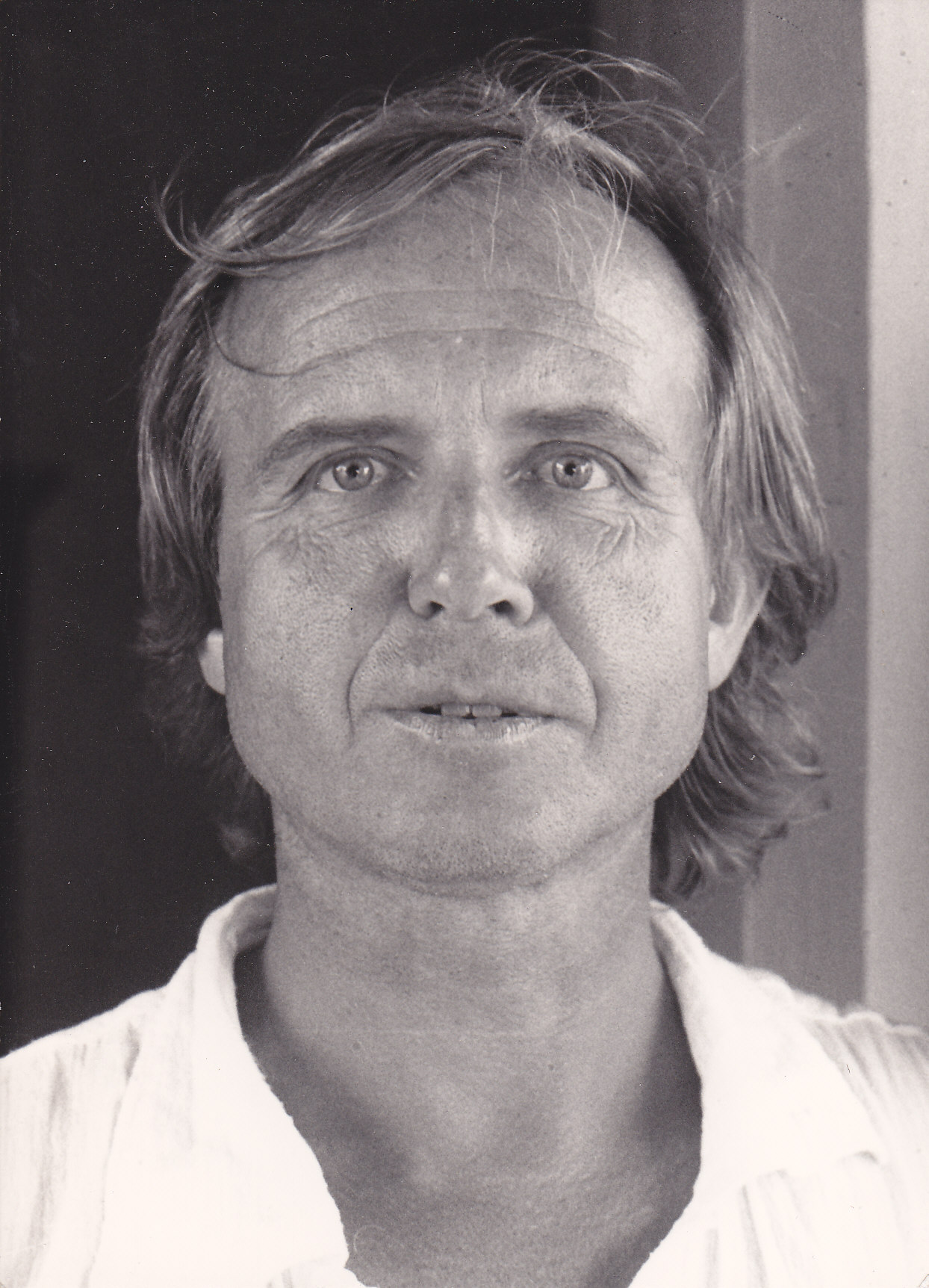
Hanno Lunin
Fotografie von Niklaus Schmid

Hanno Lunin (* 19. September 1934 in Tartu) ist ein deutscher Regisseur, Schriftsteller, Übersetzer und Dramaturg.

## Leben

### Ausbildung
Lunin studierte an den Universitäten Göttingen und Köln deutsche, englische und skandinavische Literatur, Theater- und Kunstgeschichte sowie Philosophie. Er wurde mit einer germanistischen Dissertation über August Strindberg bei Wilhelm Emrich promoviert, nahm Schauspielunterricht bei Adolf Dell in Düsseldorf, hospitierte am Deutschen Theater Göttingen bei Heinz Hilpert und war Regie-Assistent am Schiller- und Schlossparktheater Berlin, am Folkets Hus Teater Göteborg sowie am Nordwestdeutschen Rundfunk Hamburg (Fernsehen).

### Theaterpraxis
Lunin war Regisseur und Chefdramaturg an den Stadt- oder Staatstheatern Pforzheim, Braunschweig, Wiesbaden, Köln und am Thalia Theater Hamburg, Generalintendant der Wuppertaler Bühnen und Gastregisseur am Schlossparktheater Berlin, am Staatstheater Darmstadt und an den Hamburger Kammerspielen.
Von seinen rund 70 Inszenierungen waren etwa 60 Prozent mit zeitgenössischer Dramatik befasst.

## Werke

### Funk- und Fernsehpraxis (Auswahl)
Lunin war zwölf Jahre lang Drehbuchautor und Regisseur für Fernsehspiele und -serien bei ARD (NDR) und ZDF:
- Mutschmanns Reise (NDR, 1981) (Drehbuch, Regie und Quotenrekord)
- Die Ochsentour (Axel auf Achse) (ZDF, 1983) (Drehbuch)
- Der pure Zufall (Das Wahlergebnis) (ZDF, 1986) (Drehbuch)
- Zwei Münchner in Hamburg (ZDF, 1991/92) (Drehbuch für vier Folgen)

sowie Autor, Gastregisseur und Übersetzer beim Hörfunk des Westdeutschen Rundfunks und Süddeutschen Rundfunks für Hörbilder, Features, historisch-politische Revuen und anderes mehr.

### Prosa (Auswahl)
Lunins beruflicher Schwerpunkt seit 1990 ist Erzählende Prosa unter dem Pseudonym Moritz Pirol für den Hamburger Verlag <ORPHEUS UND SÖHNE>:
- Hahnenschreie (2 Bände, Neufassung 2008)
- Sterngucker oder Das Idyll eines Obdachlosen (3 Bände, 2005 ff.)
- Halalí (2 Bände, 2009 f.)
- Nach oben offen. Reflexe (7 Bände, Tagebuchnotizen seit 1952, 2004 ff.)
- Alexanderkuchen. Kaleidoskop 21 (2012)

### Sonstige Publikationen (Auswahl)
Lunin verfasste Dramen und dramaturgische Essays:
- Der Paternoster. Ein Theaterstück. Berlin: Felix Bloch Erben 1958 (Nominierung für den Gerhart-Hauptmann-Preis)
- Strindbergs Dramen. Emsdetten: Lechte 1962
- Eheleute (nach dem Film Husbands and Wives von Woody Allen). Berlin: Felix Bloch Erben 1994
- Willi Schmidt, Die Kinderrassel. Briefe, Reden und Essays zum deutschen Theater zwischen 1953 und 1974. Hrsg. von Hanno Lunin. Hamburg: <Orpheus und Söhne> 2005
- Drei tolle Tage. Deutsche Szenen mit Gesang zum 9., 10. und 11. November. Hamburg: <Orpheus und Söhne> 2008
- Puah! oder Eleonora Duse. Dokumente und Dialoge (Neufassung 2010)
- Bodenschätze. Vierzig Plädoyers für die Meinungsfreiheit von Wehrlosen (2013)

und übersetzte Theaterstücke, Hör- und Fernsehspiele aus dem Englischen, Französischen und Schwedischen für diverse Verlage, Theater und Sender.